# Kanafas
Kanafas – etym. (prawdop.) fr. canevas); mocne pokryciowe płótno introligatorskie, lniane, o niejednorodnej powierzchni, stosowane przy ręcznym oprawianiu książek (np. księgi handlowe), oraz do opraw o ścisłej fakturze.